# Um Baiano Romântico e Sensual
Um Baiano Romântico e Sensual é um livro de lembranças pessoais de passagens da vida e do trabalho de Jorge Amado. É um livro-testemunho, escrito pela mulher de Jorge Amado, Zélia Gattai, e pelos seus filhos, Paloma Jorge Amado e João Jorge Amado.